# 95851 Stromvil
95851 Stromvil è un asteroide della fascia principale. Scoperto nel 2003, presenta un'orbita caratterizzata da un semiasse maggiore pari a 2,5445008 UA e da un'eccentricità di 0,1382436, inclinata di 8,95300° rispetto all'eclittica.
L'asteroide è dedicato all'omonimo sistema fotometrico nato nel 1996 dall'unione del sistema fotometrico di Strömgren con quello di Vilnius.